# Grammodes incompleta
Grammodes incompleta är en fjärilsart som beskrevs av Buresch 1915. Grammodes incompleta ingår i släktet Grammodes och familjen nattflyn. Inga underarter finns listade i Catalogue of Life.

## Bildgalleri

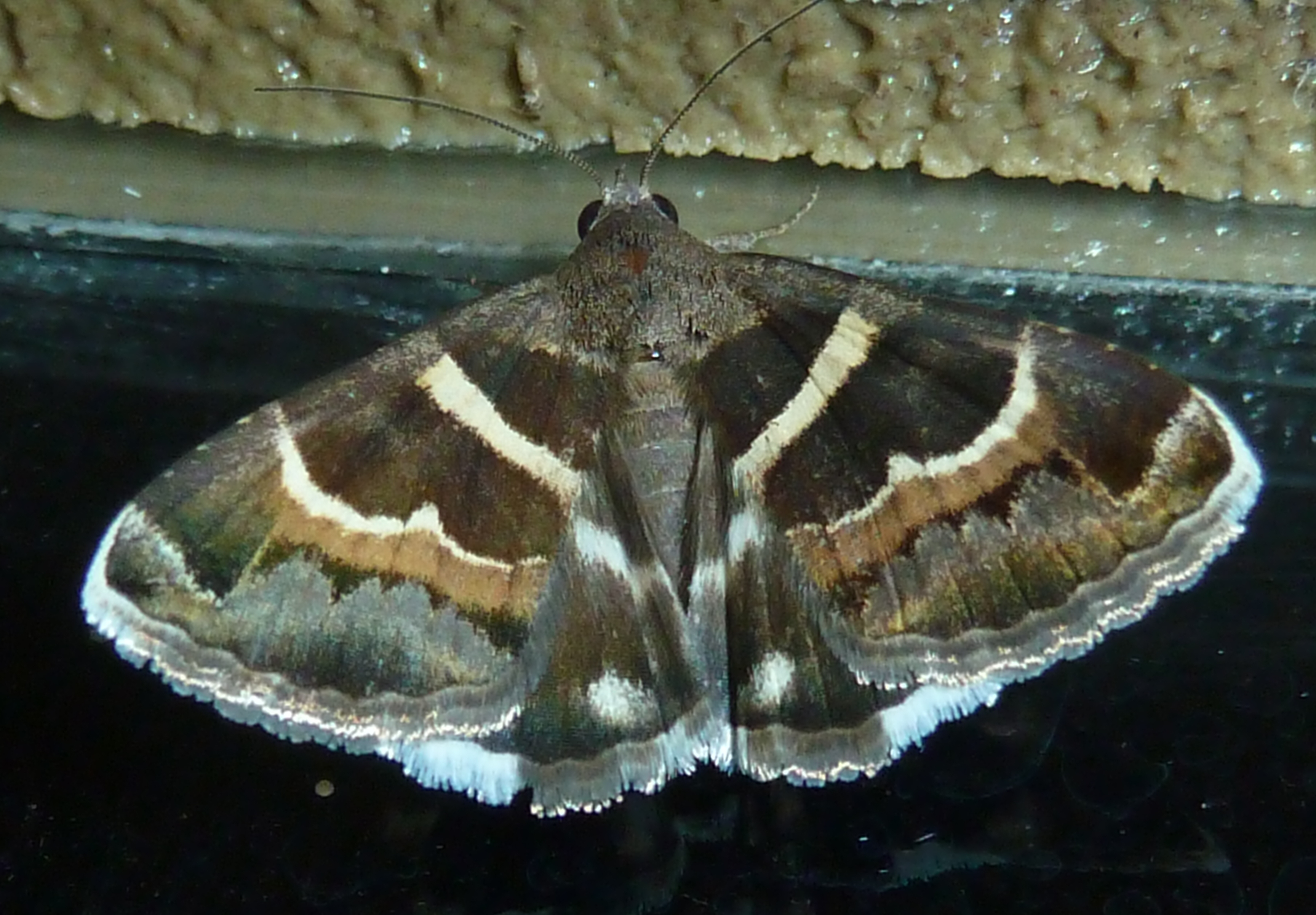